# SFS Hall of Fame
La Sveriges Fotbollshistoriker & Statistiker Hall of Fame – nota semplicemente come SFS Hall of Fame – è la Hall of Fame del calcio svedese. Istituita nel 2002, il suo compito è quello di onorare le personalità calcistiche che hanno contribuito allo sviluppo e alla popolarità del calcio locale. È stata presentata ufficialmente nel 2003 e da quel momento, una volta l'anno, vi è stato introdotto un numero variabile di giocatori. Non esistono limitazioni per allenatori o dirigenti, mentre per i calciatori è necessario che essi si siano ritirati da almeno dieci anni. Più specificatamente, questi giocatori devono aver interrotto la loro militanza ad alto livello, poiché un ritorno in campo nelle divisioni inferiori non è limitante. Con le introduzioni del 2019, la SFS Hall of Fame si compone di 68 elementi.

## Lista degli introdotti
Di seguito la lista dei calciatori inseriti nella Hall of Fame svedese aggiornata al novembre del 2020.

### 2003
- Orvar Bergmark
- Ralf Edström
- Karl Gustafsson
- Anton Johansson
- Sven Jonasson
- Rudolf Kock
- Erik Nilsson
- Torbjörn Nilsson
- Gunnar Nordahl
- Sven Rydell
- Pia Sundhage

### 2004
- Erik Börjesson
- Gunnar Gren
- Sigfrid Lindberg
- Björn Nordqvist
- Eric Persson

### 2005
- Filip Johansson
- Bo Larsson
- Nils Liedholm
- Kalle Svensson

### 2006
- Anette Börjesson
- Kurt Hamrin
- George Raynor
- Lennart Skoglund

### 2007
- Helge Ekroth
- Glenn Hysén
- Lennart Johansson

### 2008
- Gustaf Carlson
- Ove Kindvall
- Agne Simonsson

### 2009
- Gunnar Andersson
- Robert Carrick
- Hasse Jeppson

### 2010
- Wilhelm Friberg
- Birger Rosengren
- Bertil Nordahl
- Tomas Brolin

### 2011
- Anders Bernmar
- Ronnie Hellström
- Lena Videkull

### 2012
- Henry Carlsson
- Roger Magnusson
- Thomas Ravelli

### 2013
- Harry Lundahl
- Arne Selmosson
- Tommy Svensson

### 2014
- John Pettersson
- Åke Johansson
- Jonas Thern

### 2015
- Carl Linde
- Carl-Elis Halldén
- Kurt Axelsson
- Elisabeth Leidinge
- Patrik Andersson

### 2016
- Sune Andersson
- Ludvig Kornerup
- Martin Dahlin

### 2017
- Carl-Erik Holmberg
- Ann Jansson
- Robert Prytz
- Sven-Göran Eriksson

### 2018
- Knut Nordahl
- Kennet Andersson
- Stig Svensson

### 2019
- Axel Alfredsson
- Sigge Parling
- Glenn Strömberg
- Malin Moström

### 2020
- Aron Hammarbäck
- Conny Torstensson
- Stefan Schwarz
- Henrik Larsson
- Hanna Ljungberg

### 2021
- Tore Keller
- Bengt Gustavsson
- Gunilla Paijkull
- Inger Arnesson

### 2022
- Ruben Gelbord
- Kjell Rosén
- Fredrik Ljungberg
- Anna Svenjeby
- Victoria Sandell Svensson

### 2023
- Sven Friberg
- Torsten Lindberg
- Ulf Lyfors
- Ebba Andersson